# Tukotuko skromny
Tukotuko skromny (Ctenomys ibicuiensis) – gatunek gryzonia z rodziny tukotukowatych (Ctenomyidae) po raz pierwszy opisany naukowo w 2012 roku przez zespół: Thales R.O. de Freitas, Fabiano A. Fernandes, Rodrigo Fornel i Paula A. Roratto. Holotyp stanowił okaz samca schwytanego przez Thalesa R.O. de Freitas i Fabiano A. Fernandes. Wszystkie zwierzęta poddane badaniom zostały schwytane  w okolicy Manoel Viana i Ma ̧cambara, miejscowości położonych na zachód od Rio Grande do Sul w południowej części Brazylii – na wysokości 200m n.p.m. Epitet gatunkowy nowego gatunku tukotuko pochodzi od nazwy rzeki Ibicuí położonej w rejonie występowania tych zwierząt.